# 搜索与救援
搜索与救援（簡稱：搜救；英文：Search and Rescue，縮寫：SAR），又称搜索及拯救，是一種專業技術，是指於某些環境或者地方針對有可能受到傷害或者確認為已經受到傷害、甚至具有瀕臨死亡威脅的失蹤者進行搜索，並且對其進行救援行動；搜索与救援通常由接受過相關專業訓練的政府部門進行，最常見的包括消防、救護、警察及飛行救援隊伍等。執行搜索与救援時，亦可能包括使用到搜救犬等等。
先進國家及地區通常都會有相關單位，至於國際水域則是依據《國際海上人命安全公約》所劃分的轄區，由相關的國家或者地區負責。北極地區則是根據於2011年5月所發布的《北極搜索和營救協定》所決定搜索与救援的誰屬責任。另外，聯合國設有国际搜索与救援咨询团，負責促進各國及地區的相關單位的訊息交流。

## 種類
搜索与救援包括了多項小項，包括：

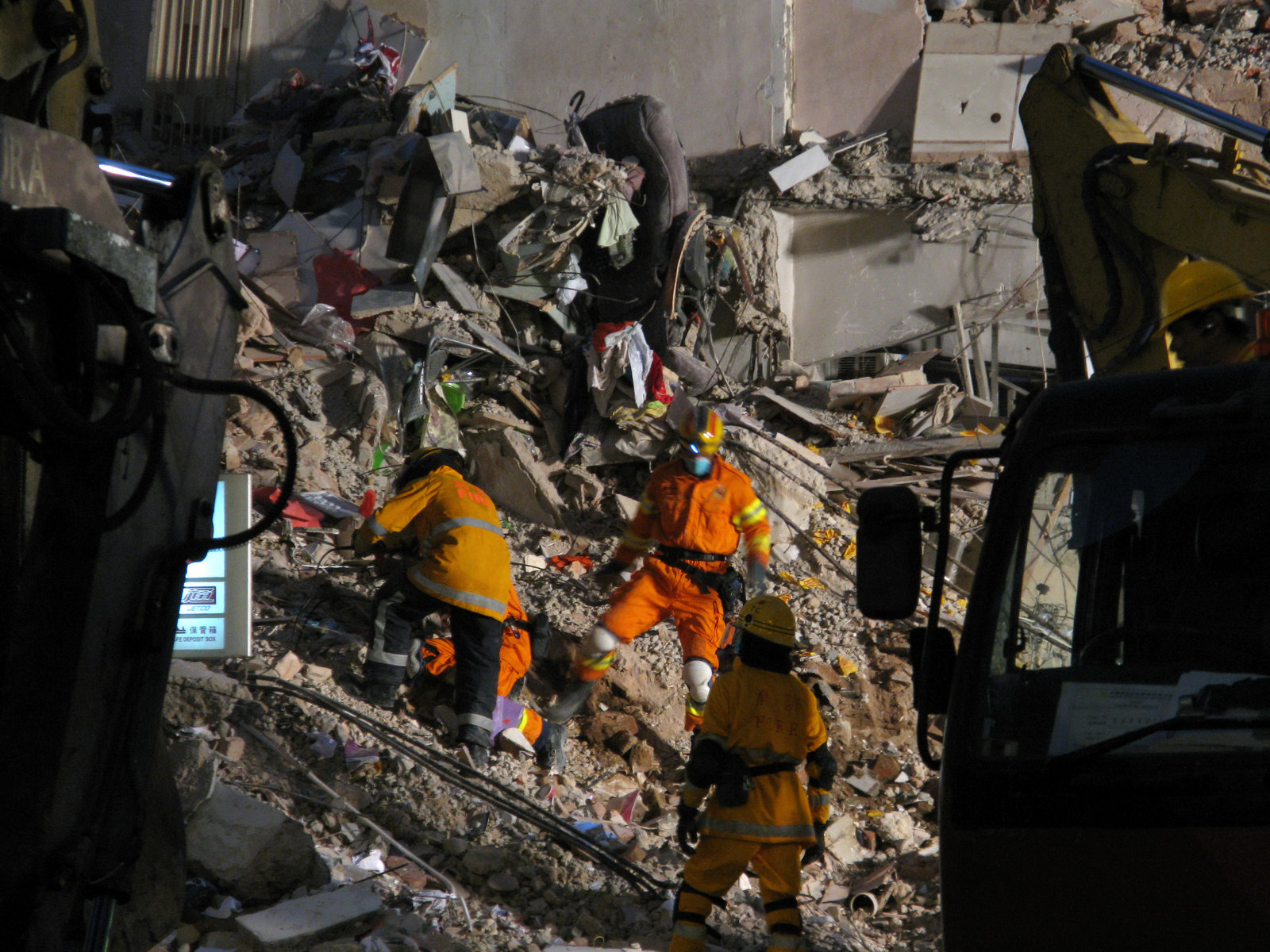
香港消防處坍塌搜救專隊（橙色制服）於馬頭圍道唐樓倒塌事件中進行搜索与救援任務。

- 地面搜索与救援（英文：Ground Search and Rescue，縮寫：GSAR），通常是於地面或者內陸水道（例如引水道）進行。傳統上，此項工作通常於郊區以至荒野區域進行。
- 城市搜索与救援（英文：Urban Search and Rescue，縮寫：USAR），是於城市或者市區進行，通常有涉及自然災害（例如山泥傾瀉、地震、颱風、洪水、受到海嘯侵襲的沿海城市等）、交通意外、坍塌事故及礦道等。
- 山嶺搜索与救援（英文：Mountain Search and Rescue，縮寫：MSAR），是於山上進行。
- 海空拯救（英文：Air Sea Rescue），是於空中或者海上進行，需要協調飛行器及船隻合作進行。
- 戰鬥搜索与救援（英文：Combat Search and Rescue，縮寫：CSAR），是於戰場或戰區上進行。

等等。

## 歷史
世界上最早的搜索与救援紀錄可以追溯至1656年，一艘荷蘭商業船隻（Vergulde Draeck）於於澳大利亞西部沉船。意外發生後，生還者曾經發出求救訊號，營救者則進行了3次搜索与救援，然而最終均失敗。
比較接受於現代的開首例子有發生於1983年9月1日的大韓航空007號班機空難，飛機同機上的機組人員和乘客，合共269人於日本海，近薩哈連島附近被蘇聯空軍的戰鬥機擊落。意外後，蘇聯派遣了搜索与救援直升機同船隻於蘇聯水域進行搜索与救援，而國際水域則由美國、韓國及日本聯合進行，然而結果均告失敗，並無發現任何生還者。

## 各地灾害搜救部門

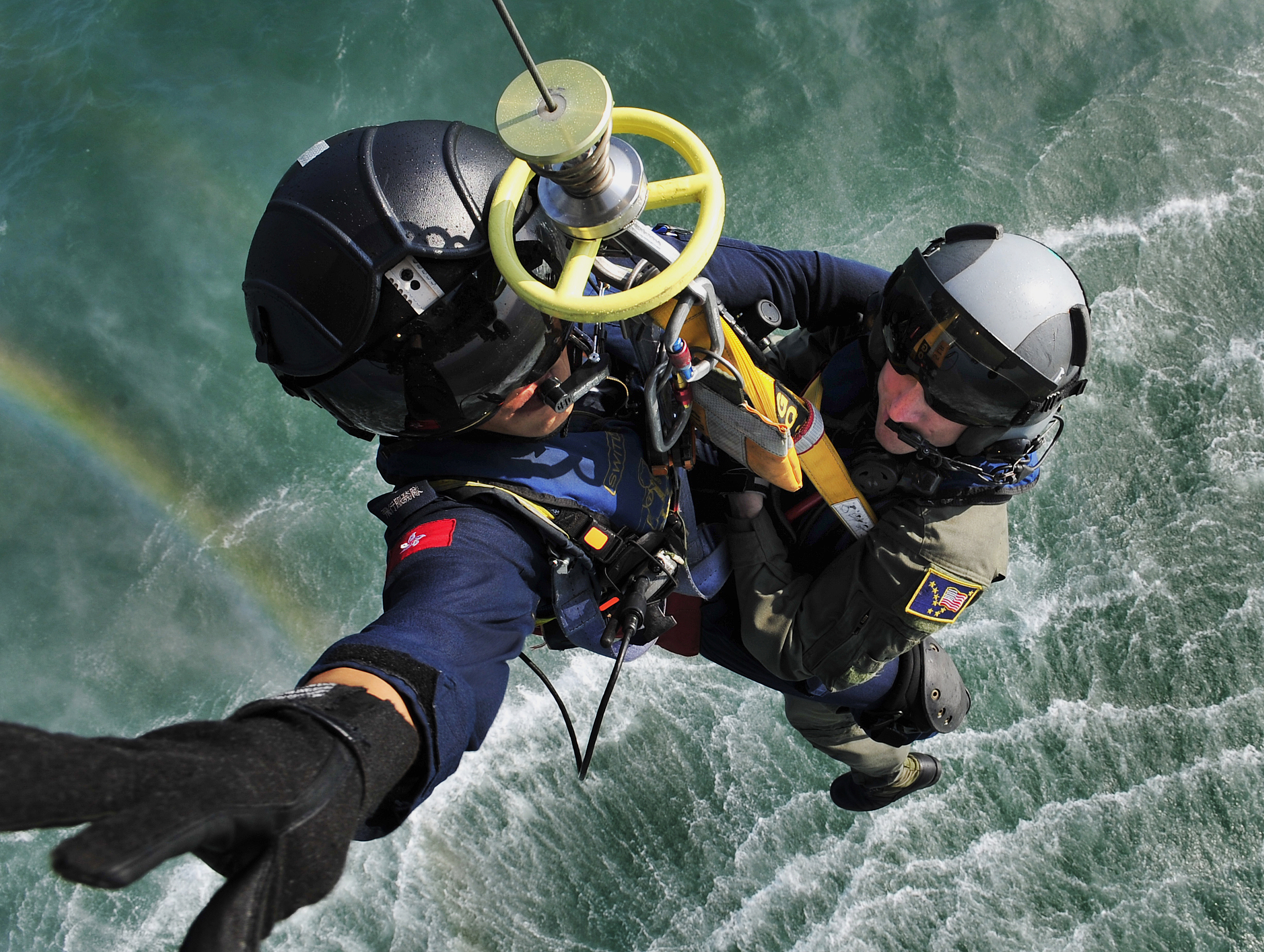
香港政府飛行服務隊空勤主任與美國海岸防衛隊隊員進行搜索与救援表演練習。

美国
- 美國海岸防衛隊
- 美國空軍空降搜救組

 日本
- 海上保安廳

 大韓民國
- 海洋警察廳
- 海軍海難救助隊（朝鲜语：대한민국 해난구조대）
- 空軍第6搜救大隊（英语：대한민국 6탐색구조비행전대）

 中華民國
- 內政部空中勤務總隊
- 內政部消防署特種搜救隊
- 各縣市特搜分隊
- 臺北市國際搜救隊
- 海巡署

 中华人民共和国
- 国家综合性消防救援队伍
- 中国海上搜救中心
- 交通运输部救助打捞局
- 中国海警局

 香港
- 香港政府（除了政府飛行服務隊外採用「搜索及拯救」詞彙外，所有香港政府部門均採用「搜索及救援」詞彙）
  - 政府飛行服務隊
  - 香港消防處
    - 特種救援隊
      - 坍塌搜救專隊
        - 搜索犬專隊

    - 潛水組

  - 香港警務處
    - 警犬隊
    - 警察機動部隊
      - 特別任務連

    - 快速應變部隊
    - 水警總區
      - 小艇分區

  - 民眾安全服務隊
    - 山嶺搜救中隊
    - 緊急救援中隊
- 義工團體
  - 郊野義務搜索隊、香港搜索及救援犬總會
  - 社區應急輔助隊

 澳門
- 澳門政府
  - 海事及水務局
  - 消防局
- 私人公司及澳門政府外判的承辦商

## 相關參見
- 国际搜索与救援咨询团
- 中華搜救協會
- 中國地震應急搜救中心
- 中國海上搜救中心

## 外部連結
- Software for SAR patterns in GPX - Navigational Algorithms （页面存档备份，存于） Manual: http://opencpn.org/ocpn/node/196 （页面存档备份，存于）